# Kompleks dehydrogenazy pirogronianowej
Kompleks dehydrogenazy pirogronianowej (ang. pyruvate dehydrogenase complex, PDC) – kompleks trzech enzymów przekształcający pirogronian w acetylo-CoA w procesie dekarboksylacji pirogronianu. Powstały acetylo-CoA może być włączony do cyklu kwasu cytrynowego, tym samym reakcja katalizowana przez PDC łączy szlak glikolizy z cyklem kwasu cytrynowego. Masa cząsteczkowa kompleksu waha się od 4 do 10 milionów daltonów.
Wieloskładnikowy kompleks PDC jest podobny budową i funkcją do kompleksów dehydrogenazy α-ketoglutaranowej i dehydrogenazy ketokwasów rozgałęzionych. 
| Enzym                                       | Skrót | Kofaktor(y)             | ilość podjednostek | Katalizowana reakcja                     |
| ------------------------------------------- | ----- | ----------------------- | ------------------ | ---------------------------------------- |
| Dehydrogenaza pirogronianowa (EC 1.2.4.1)   | E1    | Pirofosforan tiaminy    | 24                 | Oksydacyjna dekarboksylacja pirogronianu |
| Transacetylaza dihydrolipoilu (EC 2.3.1.12) | E2    | Kwas liponowy Koenzym A | 24                 | Przeniesienie grupy acetylowej na CoA    |
| Dehydrogenaza dihydrolipoilu (EC 1.8.1.4)   | E3    | FAD NAD+                | 12                 | Regeneracja utlenionej formy lipoamidu   |